# Antonio de Bellis

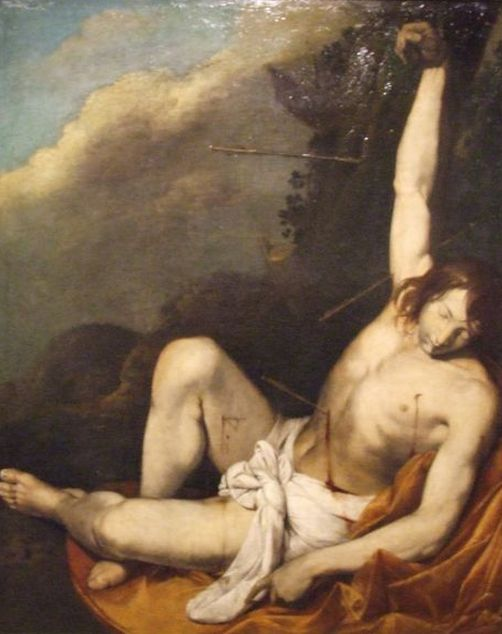
San Sebastián de Antonio de Bellis, Museo de Bellas Artes de Orleans.

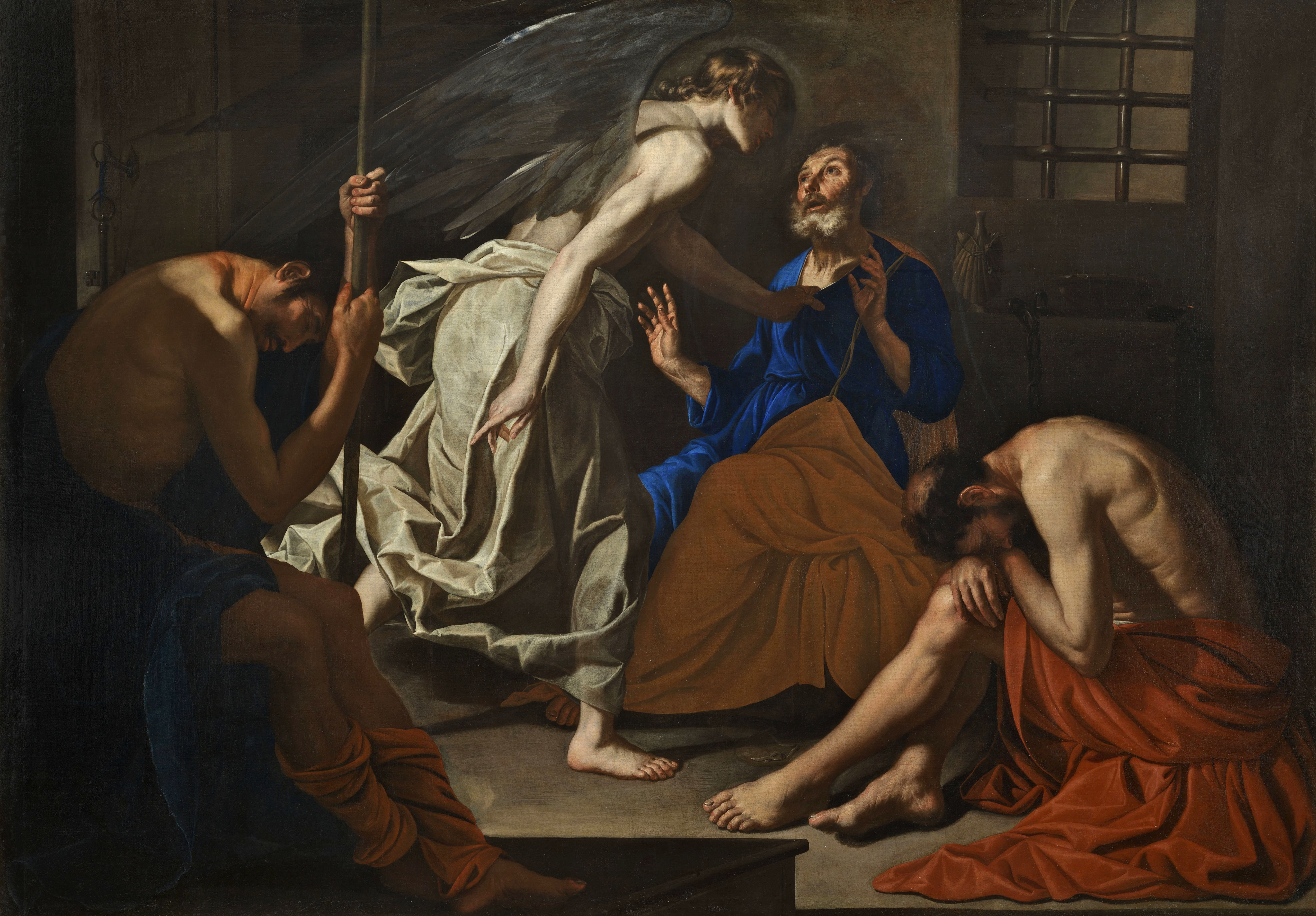
Liberación de San Pedro de Antonio de Bellis, Galería Whitfield, Londres.

Antonio de Bellis (activo en Nápoles entre 1630 y 1660) fue un pintor barroco, muy característico (junto a José de Ribera o Bernardo Cavallino) de la Escuela Napolitana. 
Se desconocen las fechas exactas de su nacimiento y muerte. Fue alumno de Massimo Stanzione. Su obra muestra muchas similitudes con el estilo de Cavallino.
Realizó un ciclo de pinturas sobre la vida de san Carlos Borromeo en la iglesia de San Carlo alle Mortelle de Nápoles. En el Museo de Bellas Artes de Houston se conserva una Escena de Sacrificio y en la Galería Nacional de Londres un Moisés rescatado de las aguas (de atribución incierta), y en el Museo de Bellas Artes de Orleans un San Sebastián. El comercio anticuario Whitfield Fine Art de Londres poseía dos obras suyas (como una Liberación de San Pedro).
Se conservan dos obras firmadas con el monograma ADB: una en una colección privada y otra (un Descanso en la Huida a Egipto) en la citada galería Whitfield de Londres.
En el Museo del Prado hay varias obras atribuidas a él, pero sin plena certeza de su autoría (las tituladas la Curación de Tobías
y los Desposorios de Tobías estuvieron anteriormente atribuidas a Bernardo Cavallino).